# العلاقات السويدية البوروندية
العلاقات السويدية البوروندية هي العلاقات الثنائية التي تجمع بين السويد وبوروندي.

## مقارنة بين البلدين
هذه مقارنة عامة ومرجعية للدولتين:
| وجه المقارنة                                              | السويد                                                                               | بوروندي                                    |
| --------------------------------------------------------- | ------------------------------------------------------------------------------------ | ------------------------------------------ |
| المساحة (كم2)                                             | 450.30 ألف                                                                           | 27.83 ألف                                  |
| عدد السكان (نسمة)                                         | 10.16 مليون                                                                          | 10.86 مليون                                |
| الكثافة السكانية (ن./كم²)                                 | 22.56                                                                                | 390.23                                     |
| العاصمة                                                   | ستوكهولم                                                                             | بوجومبورا، جيتيغا                          |
| اللغة الرسمية                                             | اللغة السويدية، لغات السامي، اللغة الفنلندية، منكيلي، اللغة الرومنية، اللغة اليديشية | اللغة الكيروندية، لغة فرنسية، لغة إنجليزية |
| العملة                                                    | كرونة سويدية                                                                         | فرنك بوروندي                               |
| الناتج المحلي الإجمالي (بليون دولار)                      | 538.04 مليار                                                                         | 3.48 مليار                                 |
| الناتج المحلي الإجمالي (تعادل القوة الشرائية) بليون دولار | 469.01 مليار                                                                         | 8.13 مليار                                 |
| الناتج المحلي الإجمالي الاسمي للفرد دولار أمريكي          | 50.58 ألف                                                                            | 277                                        |
| الناتج المحلي الإجمالي للفرد دولار أمريكي                 | 45.30 ألف                                                                            | 77                                         |
| مؤشر التنمية البشرية                                      | 0.907                                                                                | 0.400                                      |
| رمز المكالمات الدولي                                      | +46                                                                                  | +257                                       |
| رمز الإنترنت                                              | .se                                                                                  | .bi                                        |
| المنطقة الزمنية                                           | توقيت وسط أوروبا، ت ع م+01:00، ت ع م+02:00، أوروبا/ستوكهولم ‏                         | ت ع م+02:00                                |

## منظمات دولية مشتركة
يشترك البلدان في عضوية مجموعة من المنظمات الدولية، منها:
| علم المنظمة | اسم المنظمة                               | تاريخ انضمام السويد | تاريخ انضمام بوروندي |
| ----------- | ----------------------------------------- | ------------------- | -------------------- |
|             | مؤسسة التنمية الدولية                     | 24 سبتمبر 1960      | 28 سبتمبر 1963       |
|             | يونسكو                                    | 23 يناير 1950       | 16 نوفمبر 1962       |
|             | وكالة ضمان الاستثمار متعدد الأطراف        | 12 أبريل 1988       | 10 مارس 1998         |
|             | الأمم المتحدة                             | 19 نوفمبر 1946      | 18 سبتمبر 1962       |
|             | الاتحاد البريدي العالمي                   | ?                   | ?                    |
|             | البنك الدولي للإنشاء والتعمير             | 31 أغسطس 1951       | 28 سبتمبر 1963       |
|             | الاتحاد الدولي للاتصالات                  | 1866                | 16 فبراير 1963       |
|             | منظمة حظر الأسلحة الكيميائية              | ?                   | ?                    |
|             | مؤسسة التمويل الدولية                     | 20 يوليو 1956       | 28 نوفمبر 1979       |
|             | المركز الدولي لتسوية المنازعات الاستشارية | 28 يناير 1967       | 5 ديسمبر 1969        |
|             | منظمة التجارة العالمية                    | 1995                | 23 يوليو 1995        |
|             | منظمة الشرطة الجنائية الدولية             | ?                   | ?                    |
|             | البنك الإفريقي للتنمية                    | ?                   | ?                    |

## وصلات خارجية
- موقع وزارة الخارجية السويدية